# Arnold Frauenrath
Arnold Frauenrath (* 16. Februar 1929) ist ein ehemaliger deutscher Fußballspieler, der für Rhenania Würselen aktiv war.

## Karriere
Frauenrath bestritt als Stürmer in der Saison 1949/50 22 Punktspiele in der Oberliga West, der seinerzeit höchsten deutschen Spielklasse. Sein Debüt gab er am 2. Oktober 1949 (5. Spieltag) beim 4:3-Sieg im Heimspiel gegen den Liganeuling Duisburger SpV. Sein erstes von insgesamt drei Toren erzielte er am 19. März 1950 (24. Spieltag) beim 4:1-Sieg im Heimspiel gegen Rot-Weiß Oberhausen mit dem Treffer zum Endstand in der 84. Minute. In seinen Einsätzen gewann er mit seiner Mannschaft achtmal, spielte viermal Unentschieden und verlor zehn Begegnungen. Am Saisonende belegte er mit seiner Mannschaft den 13. Platz, der – ein Punkt hinter Alemannia Aachen – den Abstieg in die 2. Oberliga West bedeutete.